# Zahrádčice
Zahrádčice je malá vesnice, část obce Dolní Kralovice v okrese Benešov. Nachází se asi 1,5 km na severovýchod od Dolních Kralovic. V roce 2009 zde bylo evidováno 25 adres.
Zahrádčice je také název katastrálního území o rozloze 1,48 km².

## Historie
První písemná zmínka o vesnici pochází z roku 1352.